# 蔡凝
蔡凝（さい ぎょう、543年 - 589年）は、南朝陳の官僚・文人。字は子居。本貫は済陽郡考城県。

## 経歴
梁の給事黄門侍郎の蔡彦高の子として生まれた。幼くして聡明で、容姿や挙措が美しかった。成長すると、経書や春秋三伝を渉猟し、文章を作り、草書や隷書を得意とした。天嘉4年（563年）、秘書郎を初任とし、廬陵王文学に転じた。光大元年（567年）、太子洗馬・司徒主簿に任じられた。太建元年（569年）、太子中舎人に転じた。信義公主を妻に迎えて、駙馬都尉・中書侍郎となり、晋陵郡太守として出向した。ほどなく寧遠将軍・尚書吏部侍郎となった。
宣帝は義興公主の婿である銭粛を黄門郎として任用しようとしていたが、蔡凝が諫めたため取りやめた。銭粛はこのことを恨んで、宣帝のもとに義興公主を送って、たびたび蔡凝のことを讒言させた。ほどなく蔡凝は免官され、交阯に流された。しばらくして建康に召還された。
後主が即位すると、蔡凝は晋安王諮議参軍に任じられ、給事黄門侍郎に転じた。才気走って誇り高い蔡凝のことを後主は敬遠して、朝廷で任用しようとはしなかった。ほどなく蔡凝は信威晋熙王府長史に転じたが、志を得ずに鬱々として楽しまなかった。そこで小室賦を作って志を示した。禎明3年（589年）、陳が隋に滅ぼされると、蔡凝は関中に入ろうとする道中で病没した。享年は47。
子の蔡君知が名を知られた。

## 伝記資料
- 『陳書』巻34 列伝第28
- 『南史』巻29 列伝第19